# Uno Fransson
Uno Lorentz Fransson, född den 18 augusti 1927 i Gustavsfors, Torrskogs församling, Älvsborgs län, död där den 4 augusti 1995, var en svensk friidrottare (diskuskastning).
Han vann SM-guld i diskus 1947. Han tävlade för Örgryte IS.